# Mark Demsteader
Mark Demsteader é um artista plástico britânico. De acordo com o The Daily Telegraph, ele é "um dos pintores figurativistas mais vendidos".